# رومان ياريمتشيوك
رومان ياريمتشيوك (بالأوكرانية: Яремчук Роман Олегович)‏ (27 نوفمبر 1995 بلفيف في أوكرانيا - ) هو لاعب كرة قدم أوكراني في مركز الهجوم. شارك مع منتخب أوكرانيا تحت 16 سنة لكرة القدم ومنتخب أوكرانيا تحت 17 سنة لكرة القدم ومنتخب أوكرانيا تحت 18 سنة لكرة القدم ومنتخب أوكرانيا تحت 19 سنة لكرة القدم. أما مع النوادي، فقد لعب مع دينامو كييف وFC Dynamo-2 Kyiv ‏.

## روابط خارجية
- رومان ياريمتشيوك على موقع الاتحاد الدولي (مؤرشف)  (الإنجليزية)
- رومان ياريمتشيوك على موقع الاتحاد الأوربي (الإنجليزية)
- رومان ياريمتشيوك على موقع اتحاد أوكرانيا (الإنجليزية)
- رومان ياريمتشيوك على موقع قاعدة بيانات كرة القدم.إي يو (الإنجليزية)
- رومان ياريمتشيوك على موقع ليكيب (الفرنسية)
- رومان ياريمتشيوك على موقع ناشيونال فوتبول تيمز (الإنجليزية)
- رومان ياريمتشيوك على موقع Soccerway.com (الإنجليزية)
- رومان ياريمتشيوك على موقع عالم كرة القدم.نت (الإنجليزية)
- رومان ياريمتشيوك على موقع AS.com (الإسبانية)